# 埃利斯 (密蘇里州)
埃利斯（英語：Ellis）是位於美國密蘇里州弗農縣的非建制地區。

## 歷史
埃利斯的郵局於1877年設立，其後於1903年停運。

## 地理
埃利斯所處的海拔為高於海平面254米（即833英呎），而該地所採用的時區為UTC-6，即北美中部時區（CST）。同時該地設有夏令時間，為UTC-6調快一小時，即UTC-5（CDT）。